# Charles Émile Seurre
Pour les articles homonymes, voir Seurre (homonymie).
Charles Marie Émile Seurre ou Charles Émile Seurre, dit Seurre jeune, né à Paris le 22 février 1798 et mort dans la même ville le 10 janvier 1858, est un sculpteur français.
Son frère aîné Bernard Seurre (1795-1867) est également sculpteur.

## Biographie

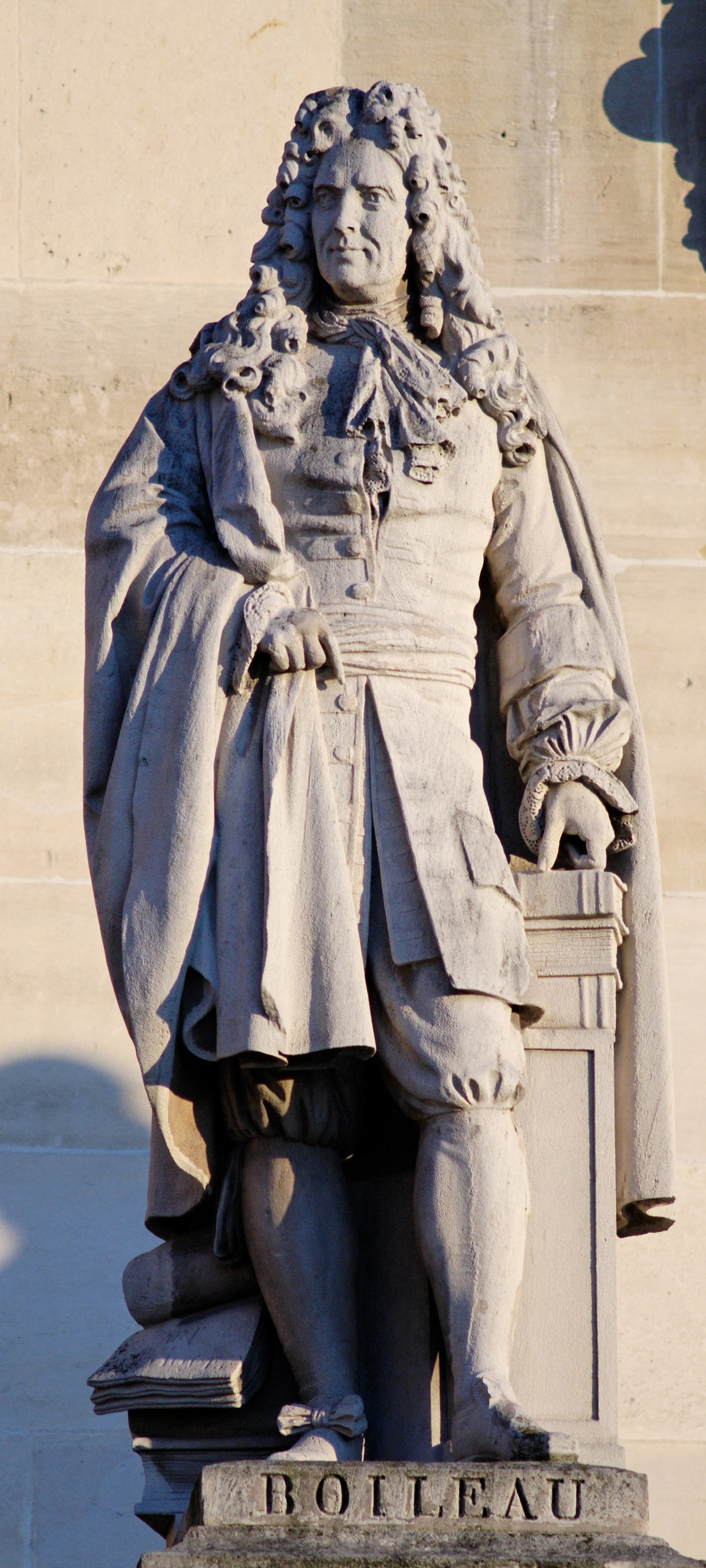
Statue de Nicolas Boileau, Paris, cour Napoléon du palais du Louvre.

Élève du sculpteur Pierre Cartellier, Charles Émile Seurre remporte le prix de Rome de sculpture en 1824 pour son relief La Tunique de Joseph rapportée à Jacob. 
Comme son frère aîné, Bernard Seurre, il participe à la diffusion de la légende napoléonienne. Il est surtout connu pour ses statues de la série des Hommes illustres.

## Œuvres
- Napoléon Ier, 1833, statue en pied, en bronze, Paris, hôtel des Invalides, cour d'honneur. Napoléon y est représenté en redingote. Elle a été au sommet de la colonne Vendôme entre 1833 et 1863, puis transférée au carrefour de Courbevoie de 1863 à 1871. Après quatre mois dans la Seine au niveau du pont de Neuilly, où elle avait été précipitée à la chute du Second Empire[3], elle est entreposée au Dépôt des marbres de l'État, puis, en 1911, installée aux Invalides[4].
- Napoléon Ier, statue en pied, réduction en bronze, Versailles, châteaux de Versailles et de Trianon.
- La Marine, figure allégorique, Paris, arc de triomphe de l'Étoile, sous l'arc de triomphe, écoinçon nord
- Le Talent, statue, Paris, cimetière du Père-Lachaise, tombe de Pierre Cartellier, face latérale gauche.
- Une stèle ornée de trois personnages voilés, bas-relief, Paris, cimetière du Père-Lachaise, tombe de Pierre Cartellier, à droite du tombeau.
- Portrait d'Hugues Quieret, amiral de France (mort en 1340), 1840, buste en plâtre, Versailles, châteaux de Versailles et de Trianon.
- Saint Louis, statue en pied, Versailles, châteaux de Versailles et de Trianon.
- Gaston de Foix, duc de Nemours (1489-1512), 1842, statue en pied, marbre, Versailles, châteaux de Versailles et de Trianon.
- Louis XII à cheval, 1857, statue équestre sur le portail d'entrée du château de Blois, en remplacement de l’original de Guido Mazzoni, détruit lors de la Révolution française.
- Charles VII, statue en pied, marbre, Versailles, châteaux de Versailles et de Trianon.
- Statue de jeune Romain, Le Puy-en-Velay, musée Crozatier.